# Saison 2 de Stargate Universe
Chronologie
Saison 1
Cet article présente le guide des épisodes de la deuxième saison de la série télévisée Stargate Universe.
Aux États-Unis, la saison 2 a été diffusée dans la case horaire du mardi soir à 21 heures à partir du 28 septembre 2010, et ce jusqu'à la mi-saison (Confrontation, 1re partie) puis la diffusion a repris le 7 mars 2011, pour les dix derniers épisodes de la série qui s'est terminé le 9 mai 2011.
Elle est diffusée en France entre le 29 août 2011 et le 23 septembre 2011 sur Série Club dans la case horaire du lundi au vendredi à partir 17h40.

## Distribution

### Acteurs principaux
- Robert Carlyle : Dr. Nicholas Rush
- Justin Louis : Colonel Everett Young, commandant de l'expédition Icare et du Destinée
- Brian J. Smith : Lieutenant Matthew Scott, chef de l'équipe d'exploration
- Elyse Levesque : Chloe Armstrong
- David Blue : Eli Wallace
- Alaina Huffman : Lieutenant Tamara Johansen, infirmière de bord
- Jamil Walker Smith : Sergent Chef Ronald Greer
- Ming-Na : Camile Wray, représentante de la Commission internationale de surveillance

### Acteurs récurrents
- Lou Diamond Phillips : Colonel David Telford (10 épisodes)
- Julia Anderson : Lieutenant Vanessa James
- Jennifer Spence : Dr Lisa Park
- Mark Burgess : Dr Jeremy Franklin
- Patrick Gilmore: Dr Dale Volker
- Peter Kelamis: Dr Adam Brody

### Invités de l'univers Stargate
- David Hewlett : Dr Rodney Mckay (épisode 15)
- Robert Picardo : Richard Woolsey, responsable de l'expédition Atlantis (épisode 15)
- Bill Dow : Dr Bill Lee (épisode 12)

## Épisodes

### Épisode 1:Main mise
- États-Unis : 28 septembre 2010 sur Syfy
- Canada : 1er octobre 2010 sur Space
- Australie : 1er octobre 2010 sur Sci-Fi Australia
- Royaume-Uni :  5 octobre 2010 sur Sky1
- Québec : 22 août 2011 sur Ztélé
- France : 29 août 2011 sur Série Club

- États-Unis : 1.175 million de téléspectateurs
- Canada :
- Royaume-Uni :
- Australie :

- Robert Knepper (Simeon)

### Épisode 2:Retombées
- États-Unis : 5 octobre 2010 sur Syfy
- Canada : 8 octobre 2010 sur Space
- Australie : 8 octobre 2010 sur Sci-Fi Australia
- Royaume-Uni :  12 octobre 2010 sur Sky1
- Québec : 29 août 2011 sur Ztélé
- France : 29 août 2011 sur Série Club

- États-Unis : 1.070 million de téléspectateurs
- Canada :
- Royaume-Uni :
- Australie :

### Épisode 3:Miroir
- États-Unis : 12 octobre 2010 sur Syfy
- Canada : 15 octobre 2010 sur Space
- Australie : 15 octobre 2010 sur Sci-Fi Australia
- Royaume-Uni :  19 octobre 2010 sur Sky1
- Québec : 5 septembre 2011 sur Ztélé
- France : 29 août 2011 sur Série Club

- États-Unis : 1.222 million de téléspectateurs
- Canada :
- Royaume-Uni :
- Australie :

### Épisode 4:Influence
- États-Unis : 19 octobre 2010 sur Syfy
- Canada : 22 octobre 2010 sur Space
- Australie : 22 octobre 2010 sur Sci-Fi Australia
- Royaume-Uni :  26 octobre 2010 sur Sky1
- Québec : 12 septembre 2011 sur Ztélé
- France : 30 août 2011 sur Série Club

- États-Unis : 0,974 million de téléspectateurs
- Canada :
- Royaume-Uni :
- Australie :

### Épisode 5:Cloverdale
- États-Unis : 26 octobre 2010 sur Syfy
- Canada : 29 octobre 2010 sur Space
- Australie : 29 octobre 2010 sur Sci-Fi Australia
- Royaume-Uni :  2 novembre 2010 sur Sky1
- Québec : 19 septembre 2011 sur Ztélé
- France : 31 août 2011 sur Série Club

- États-Unis : 1,012 million de téléspectateurs
- Canada :
- Royaume-Uni :
- Australie :

### Épisode 6:À bout
- États-Unis : 2 novembre 2010 sur Syfy
- Canada : 5 novembre 2010 sur Space
- Australie : 5 novembre 2010 sur Sci-Fi Australia
- Royaume-Uni :  9 novembre 2010 sur Sky1
- Québec : 26 septembre 2011 sur Ztélé
- France : 1er septembre 2011 sur Série Club

- États-Unis : 0,967 million de téléspectateurs
- Canada :
- Royaume-Uni :
- Australie :

La guérison du lieutenant Scott est maintenant confirmée, le sang de Chloe semble bien avoir des propriétés antibiotiques renforçant ses défenses immunitaires. Lors de sa dernière communication avec la Terre, le Colonel Young apprend que sa femme Emily veut divorcer. À son retour sur le Destinée, Young est pensif et boit plusieurs verres d'alcool fort afin de s'évader. Brody alerte le Colonel Young de la présence de vaisseaux inconnus, soudain le Destinée est attaqué par une flotte de vaisseaux alien, le Destinée est détruit. Subitement, Young se réveille ! Ce n'était finalement qu'un mauvais rêve...

### Épisode 7:Pour le bien de tous
- États-Unis : 9 novembre 2010 sur Syfy
- Canada : 12 novembre 2010 sur Space
- Australie : 12 novembre 2010 sur Sci-Fi Australia
- Royaume-Uni :  16 novembre 2010 sur Sky1
- Québec : 3 octobre 2011 sur Ztélé
- France : 2 septembre 2011 sur Série Club

- États-Unis : 1.074 million de téléspectateurs
- Canada :
- Royaume-Uni :
- Australie :

- Kathleen Munroe (Dr Amanda Perry)

### Épisode 8:Sans pitié
- États-Unis : 16 novembre 2010 sur Syfy
- Canada : 20 novembre 2010 sur Space
- Australie : 20 novembre 2010 sur Sci-Fi Australia
- Royaume-Uni :  23 novembre 2010 sur Sky1
- Québec : 10 octobre 2011 sur Ztélé
- France : 6 septembre 2011 sur Série Club

- États-Unis : 1.025 million de téléspectateurs
- Canada :
- Royaume-Uni :
- Australie :

- Kathleen Munroe (Dr Amanda Perry)
- Robert Knepper (Simeon)

### Épisode 9:Retour d'Éden
- États-Unis : 23 novembre 2010 sur Syfy
- Canada : 26 novembre 2010 sur Space
- Australie : 26 novembre 2010 sur Sci-Fi Australia
- Royaume-Uni :  30 novembre 2010 sur Sky1
- Québec : 17 octobre 2011 sur Ztélé
- France : 7 septembre 2011 sur Série Club

- États-Unis : 1,169 million de téléspectateurs
- Canada :
- Royaume-Uni :
- Australie :

### Épisode 10:Confrontation,1repartie
- États-Unis : 30 novembre 2010 sur Syfy
- Canada : 1er décembre 2010 sur Space
- Australie : 1er décembre 2010 sur Sci-Fi Australia
- Royaume-Uni :  5 décembre 2010 sur Sky1
- Québec : 24 octobre 2011 sur Ztélé
- France : 8 septembre 2011 sur Série Club

- États-Unis : 1,094 million de téléspectateurs
- Canada :
- Royaume-Uni :
- Australie :

### Épisode 11:Confrontation,2epartie
- États-Unis : 7 mars 2011 sur Syfy
- Canada : sur Space
- Royaume-Uni :  sur Sky1
- Australie : sur Sci-Fi Australia
- France : 9 septembre 2011 sur Série Club

- États-Unis : 1.035 million de téléspectateurs
- Canada :
- Royaume-Uni :
- Australie :

- Cet épisode est la deuxième partie de la mi-saison.
- La série reprend après 3 mois d'interruption.

### Épisode 12:Rush²
- États-Unis : 14 mars 2011 sur Syfy
- Canada : sur Space
- Royaume-Uni  : sur Sky1
- Australie : sur Sci-Fi Australia
- France : 13 septembre 2011 sur Série Club

- États-Unis : 0,928 million de téléspectateurs
- Canada :
- Royaume-Uni :
- Australie :

### Épisode 13:De part et d'autre
- États-Unis : 21 mars 2011 sur Syfy
- Canada : sur Space
- Royaume-Uni :  sur Sky1
- Australie : sur Sci-Fi Australia
- France : 14 septembre 2011 sur Série Club

- États-Unis : 0,814 million de téléspectateurs
- Canada :
- Royaume-Uni :
- Australie :

- Kathleen Quinlan (Sénatrice Michaels)
- French Stewart (Dr Andrew Covel)

### Épisode 14:D'un corps à l'autre
- États-Unis : 28 mars 2011 sur Syfy
- Canada : sur Space
- Royaume-Uni :  sur Sky1
- Australie : sur Sci-Fi Australia
- France : 15 septembre 2011 sur Série Club

- États-Unis : 0.876 million de téléspectateurs
- Canada :
- Royaume-Uni :
- Australie :

### Épisode 15:Passage en force
- États-Unis : 4 avril 2011 sur Syfy
- Canada : sur Space
- Royaume-Uni :  sur Sky1
- Australie : sur Sci-Fi Australia
- France : 16 septembre 2011 sur Série Club

- États-Unis : 0.823 million de téléspectateurs
- Canada :
- Royaume-Uni :
- Australie :

- Robert Picardo (Richard Woolsey)
- David Hewlett (Dr Rodney McKay)
- Victor Garber (Ambassadeur Ovirda)
- John Shaw (Administrateur Harpen)

### Épisode 16:La Peur en face
- États-Unis : 11 avril 2011 sur Syfy
- Canada : sur Space
- Royaume-Uni :  sur Sky1
- Australie : sur Sci-Fi Australia
- France : 19 septembre 2011 sur Série Club

- États-Unis : 1,020 million de téléspectateurs
- Canada :
- Royaume-Uni :
- Australie :
- France :

### Épisode 17:Les Enfants duDestinée
- États-Unis : 18 avril 2011 sur Syfy
- Canada : sur Space
- Royaume-Uni :  sur Sky1
- Australie : sur Sci-Fi Australia
- France : 20 septembre 2011 sur Série Club

- États-Unis : 0,861 million de téléspectateurs
- Canada :
- Royaume-Uni :
- Australie :

- Cet épisode se termine dans le suivant.
- Cet épisode marque le retour de la série à 21 heures sur Syfy.

### Épisode 18:Novus
- États-Unis : 25 avril 2011 sur Syfy
- Canada : sur Space
- Royaume-Uni :  sur Sky1
- Australie : sur Sci-Fi Australia
- France : 21 septembre 2011 sur Série Club

- États-Unis : 1,092 million de téléspectateurs
- Canada :
- Royaume-Uni :
- Australie :

### Épisode 19:Les Ailes d'Icare
- États-Unis : 2 mai 2011 sur Syfy
- Canada : sur Space
- Royaume-Uni :  sur Sky1
- Australie : sur Sci-Fi Australia
- France : 22 septembre 2011 sur Série Club

- États-Unis : 0,993 million de téléspectateurs
- Canada :
- Royaume-Uni :
- Australie :

### Épisode 20:Une famille
- États-Unis : 9 mai 2011 sur Syfy
- Canada : sur Space
- Royaume-Uni :  sur Sky1
- Australie : sur Sci-Fi Australia
- France : 23 septembre 2011 sur Série Club

- États-Unis : 1,134 million de téléspectateurs
- Canada :
- Royaume-Uni :
- Australie :

## Bilan Saison

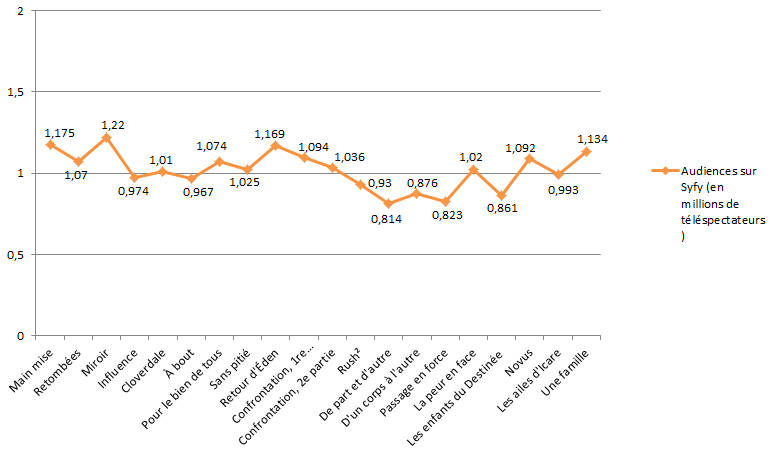
Courbe des audiences de la saison 2

Avec une audience moyenne de 1,018 millions de téléspectateurs aux États-Unis, la série a rassemblé en moyenne 700 000 personnes de moins que pour la première saison. Ajoutés à cela, les huit épisodes en dessous de la barre du million dont la pire audience de la franchise (0,814 pour De part et d'autre), la décision fut prise de ne pas renouveler la série pour une troisième saison. C'est l'ensemble de la franchise Stargate qui a ainsi été annulé à la fin de Stargate Universe.